# 오바레네스산맥

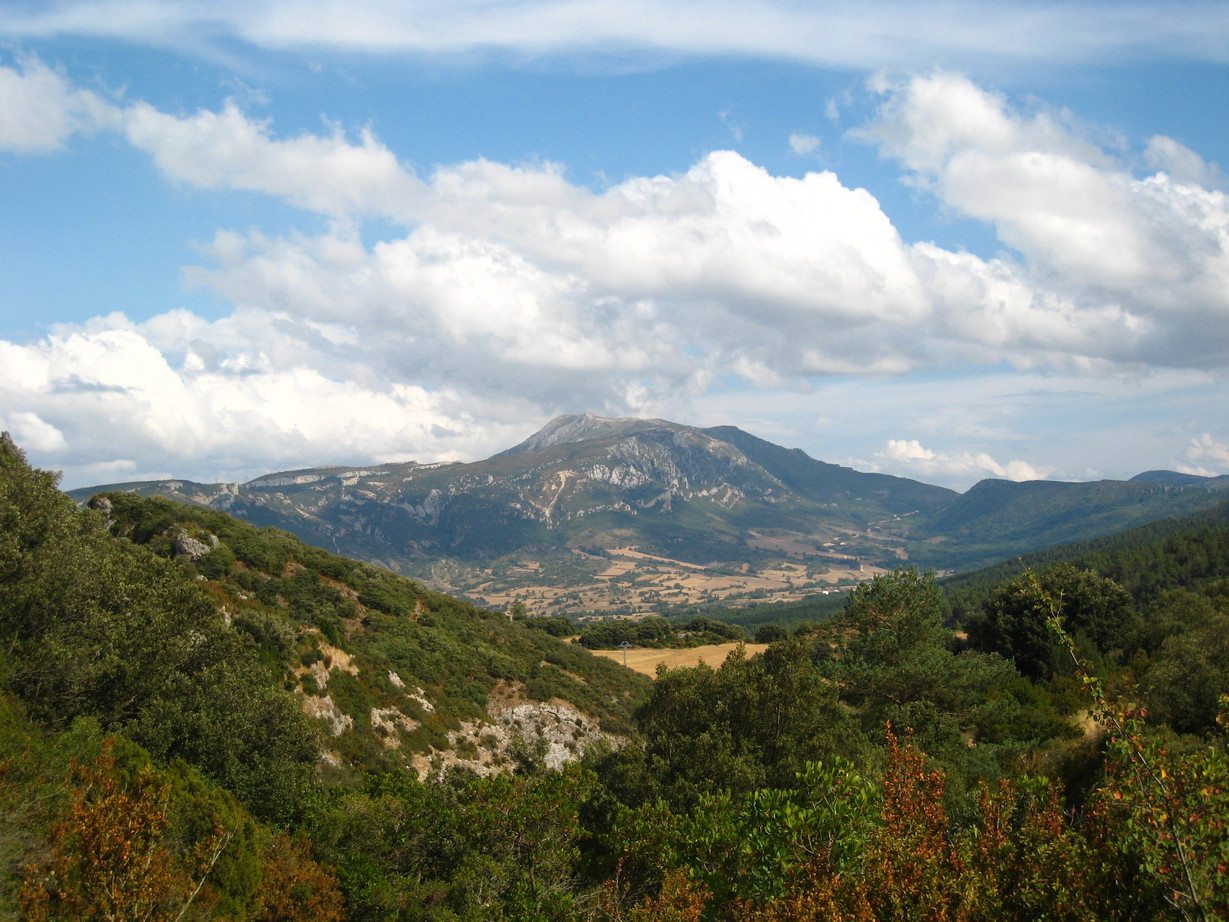
오바레네스산맥의 모습

오바레네스산맥(스페인어: Montes Obarenes)은 스페인 북부에 있는 산맥이다. 이 산맥은 길이가 약 30km이고 평균 고도는 800~900m이다. 부르고스와 알라바 지방의 소브론에 있는 에브로 협곡에서 라리오하주의 콘차스데아로까지 뻗어 있으며, 그곳에서 에브로강이 산맥을 칸타브리아산맥과 분리한다.